# 弗伦塔诺堡
弗伦塔诺堡是意大利阿布鲁佐大区基耶蒂省的一个市镇。总面积21平方公里，人口4216人，人口密度200.8人/平方公里（2009年）。ISTAT代码为069018。